# Howard Everest Hinton
Profesor Howard Everest Hinton, člen Královské akademie věd, (24. srpna 1912 – 2. srpna 1977) byl britský entomolog. Měl encyklopedické znalosti o hmyzu a neobyčejně rozsáhlé pak zejména o broucích. Vydal 309 vědeckých prací, většina z nich se týkala hmyzu a jeho morfologie a taxonomie. Založil a vydával časopis „Journal of Insect Physiology“. Široce se zabýval vajíčky hmyzu, obzvláště pak o způsob, jakým dýchají.
Howard Hinton vyrostl v Mexiku a jako student navštěvoval Kalifornskou univerzitu v Berkeley. Titul PhD obdržel na University of Cambridge a následně pracoval v Natural History Museum v Londýně. V roce 1949 odešel na Univerzitu v Bristolu, kde strávil zbytek svého života.
Howard Hinton se v roce 1938 oženil s Margaret Clarkovou, učitelkou, s kterou měl čtyři děti. Jeho otec, George Hinton, byl důlní inženýr a botanik. Řídil stříbrné doly v Mexiku a našel mnoho nových botanických druhů. Jeho synovec, který se též jmenoval George Hinton, měl farmu v Mexiku a objevil nový rod kaktusu, který je pojmenován podle něho.
Howard Hinton byl pravnukem George Booleho, zakladatele matematické logiky. Jeho sestřenicí byla Joan Hinton, jedna z mála vědeckých pracovnic v Los Alamos, která se později přestěhovala do Pekingu a bratrancem William Hinton, který napsal knihu "Fanshen" o čínské revoluci, kterou pozoroval z první ruky, když v Číně v roce 1949 pracoval pro UN. Jeho dědeček Charles Howard Hinton byl matematik, který pracoval na konceptu čtyřrozměrného prostoru a musel opustit Anglii, když byl shledán vinným pro bigamii.